# Casa Grande (Peru)
Casa Grande ist eine Stadt in der Provinz Ascope in der Region La Libertad im Nordwesten von Peru. Casa Grande ist Sitz des gleichnamigen Distriktes. Die Stadt hatte beim Zensus 2017 19.097 Einwohner. 10 Jahre zuvor lag die Einwohnerzahl bei 20.078.

## Geographische Lage
Die 147 m über dem Meeresspiegel gelegene Stadt Casa Grande befindet sich 23 km von der Pazifikküste entfernt im Küstentiefland. 5,5 km südöstlich der Stadt fließt der Río Chicama zum Meer. 7 km nördlich der Stadt erheben sich die Ausläufer der peruanischen Westkordillere. Im Umkreis der Stadt wird bewässerte Landwirtschaft betrieben. Städte in der näheren Umgebung sind Ascope (10 km ostnordöstlich), Roma (5 km östlich) und Chocope (5 km südsüdwestlich). An Chocope vorbei führt die Nationalstraße 1N (Panamericana).